# Jaydee
Jaydee, pseudonimo di Robin Albers (1958), è un produttore discografico olandese di musica house classica.
Uno dei suoi brani più famosi e suonati ancora oggi nei club di tutto il mondo è sicuramente "Plastic Dreams", disco pubblicato nel 1992 su R&S Records che nella sua versione originale supera i 10 minuti di durata, e che è stato remixato più volte negli anni successivi alla sua pubblicazione (per esempio da David Morales nel 1997).